# Yesstory
Yesstory è una raccolta del gruppo di rock progressivo inglese Yes. Si tratta di una versione ridotta del cofanetto del 1991, Yesyears, senza parte del materiale inedito. Sebbene Yesyears sia stato in seguito tolto dal commercio in seguito alla pubblicazione della raccolta In a Word: Yes della Rhino Records, Yesstory è ancora in vendita.

## Tracce

### Disco 1
1. Something's Coming (Leonard Bernstein/Stephen Sondheim) - 7:06
  - originariamente pubblicato come lato B di Sweetness nel luglio del 1969
2. Survival (Jon Anderson) - 6:18
3. No Opportunity Necessary, No Experience Needed (Richie Havens) - 4:48
4. Time And A Word (Jon Anderson/David Foster) - 4:31
5. Starship Trooper - 9:25
  1. Life Seeker (Jon Anderson)
  2. Disillusion (Chris Squire)
  3. Würm (Steve Howe)
6. Yours Is No Disgrace (Jon Anderson/Chris Squire/Steve Howe/Tony Kaye/Bill Bruford) - 9:41
7. I've Seen All Good People - 6:53
  1. Your Move (Jon Anderson)
  2. All Good People (Chris Squire)
8. Roundabout (Jon Anderson/Steve Howe) - 8:31
9. Heart Of The Sunrise (Jon Anderson/Chris Squire/Bill Bruford) -  10:35

### Disco 2
1. Long Distance Runaround (Jon Anderson) - 3:30
2. America (Paul Simon) - 4:04
3. Close To The Edge (Jon Anderson/Steve Howe) - 18:34
  1. The Solid Time Of Change
  2. Total Mass Retain
  3. I Get Up I Get Down
  4. Seasons Of Man
4. Ritual (Nous Sommes Du Soleil) (parole di Jon Anderson/Steve Howe; musica di Jon Anderson/Chris Squire/Steve Howe/Rick Wakeman/Alan White) - 21:33
5. Soon (versione singolo) (Jon Anderson) - 4:06
6. Wonderous Stories (Jon Anderson) - 3:49
7. Going For The One (Jon Anderson) - 5:32
8. Don't Kill The Whale (Jon Anderson/Chris Squire) - 3:54
9. Owner Of A Lonely Heart (Trevor Rabin/Jon Anderson/Chris Squire/Trevor Horn) - 4:27
10. Rhythm Of Love (Jon Anderson/Tony Kaye/Trevor Rabin/Chris Squire) - 4:46

Yesstory (Atco 792 202) non entrò in classifica nel Regno Unito né negli Stati Uniti.